# Amsinckia
Amsinckia, biljni rod iz porodice boražinovki raširen po zapadnim predjelima Amerike, od Britanske Kolumbije na jug do Čilea. Postoji desetak vrsta.

## Ime
Rod je dobio ime po nizozemskoj patricijskoj obitelji Amsinck, u čast hamburškog državnog poglavara i pokrovitelja botanike Wilhelma Amsincka (1752. – 1831.). Uobičajeno ime “fiddlenecks” (vrat violine) potječe od cvjetnih stabljika koje se na vrhu uvijaju na način koji podsjeća na glavu violine.

## Opis
Jednogodišnje su biljke. Nema poznatih insekata ili bolesti kojima je podložna. Međutim, kontakt s njenim oštrim dlačicama može izazvati kontaktni dermatitis. Sjemenke i listovi imaju pirolizidinske alkaloide koji su otrovni za stoku, uključujući konje. Za ljude je blago otrovna, ali Američki Indijanci su njezine stabljike, sjemenke i listove koristili kao izvor hrane.

## Vrste
1. Amsinckia calycina (Moris) Chater
2. Amsinckia carinata A.Nelson & J.F.Macbr.
3. Amsinckia douglasiana A.DC.
4. Amsinckia eastwoodiae J.F.Macbr.
5. Amsinckia grandiflora (A.Gray) Kleeb ex Greene
6. Amsinckia intermedia Fisch. & C.A.Mey.
7. Amsinckia lunaris J.F.Macbr.
8. Amsinckia lycopsoides Lindl. ex Lehm.
9. Amsinckia marginata Brand
10. Amsinckia menziesii (Lehm.) A.Nelson & J.F.Macbr.
11. Amsinckia mexicana M.Martens & Galeotti
12. Amsinckia spectabilis Fisch. & C.A.Mey.
13. Amsinckia tessellata A.Gray
14. Amsinckia vernicosa Hook. & Arn.

## Sinonimi
- Benthamia Lindl.